# Birket Bavnehøj
Birket Bavnehøj er en gravhøj fra bronzealderen, der ligger på det vestlige Lolland i området Ravnsby Bakker omkring 1 km sydøst for landsyen Birket. Bavnehøjen er Lollands højeste punkt, idet toppen ligger 30 moh. Det er en af Danmarks største bronzealderhøje og den største på Lolland, med en højde på 7 m og 37 m i diameter.
Den blev fredet i 1876. Den er sandsynligvis opført omkring 3500 f.v.t.
Den ligger på på Bavnehøjgårds private grund, men det er åbent for offentligheden.